# إينوغيسن
اينوغيسن بلدة وبلدية تابعة لدائرة إشمول في ولاية باتنة بالجزائر.

## الموقع الجغرافي
تمتد المنطقة على مسافة 18 كيلومترًا بين خطي العرض 35° شمالًا والطول 6° شرقًا، من الجنوب الغربي حيث الحدود مع بلدية تيغانيمين، إلى الشمال الشرقي على الحدود مع بلدية بوحمامة بولاية خنشلة. يحدّها من الشرق بلديتا لمصارة (ولاية خنشلة) وكيمل (ولاية باتنة)، ومن الجنوب الشرقي بلدية تكوت (ولاية باتنة)، ومن الشمال بلدية إشمول، ومن الجنوب الشمالي بلدية آريس.

## وصلات خارجية
- ولاية باتنة

- باتنة أنفو: موقع باتنة للأخبار.
- إذاعة باتنة الجهوية: الموقع الرسمي.

1. ↑  إحصاء سكان باتنة. نسخة محفوظة 03 مارس 2016 على موقع واي باك مشين.
2. ↑  "بحث عن جماعة إقليمية". www.interieur.gov.dz (بar-aa). Archived from the original on 2022-08-10. Retrieved 2025-08-04.{{استشهاد ويب}}:  صيانة الاستشهاد: لغة غير مدعومة (link)
3. ↑  "إينوغيسن · الجزائر". إينوغيسن · الجزائر (بar-US). Retrieved 2025-08-04.{{استشهاد ويب}}:  صيانة الاستشهاد: لغة غير مدعومة (link)